# 恆源祥

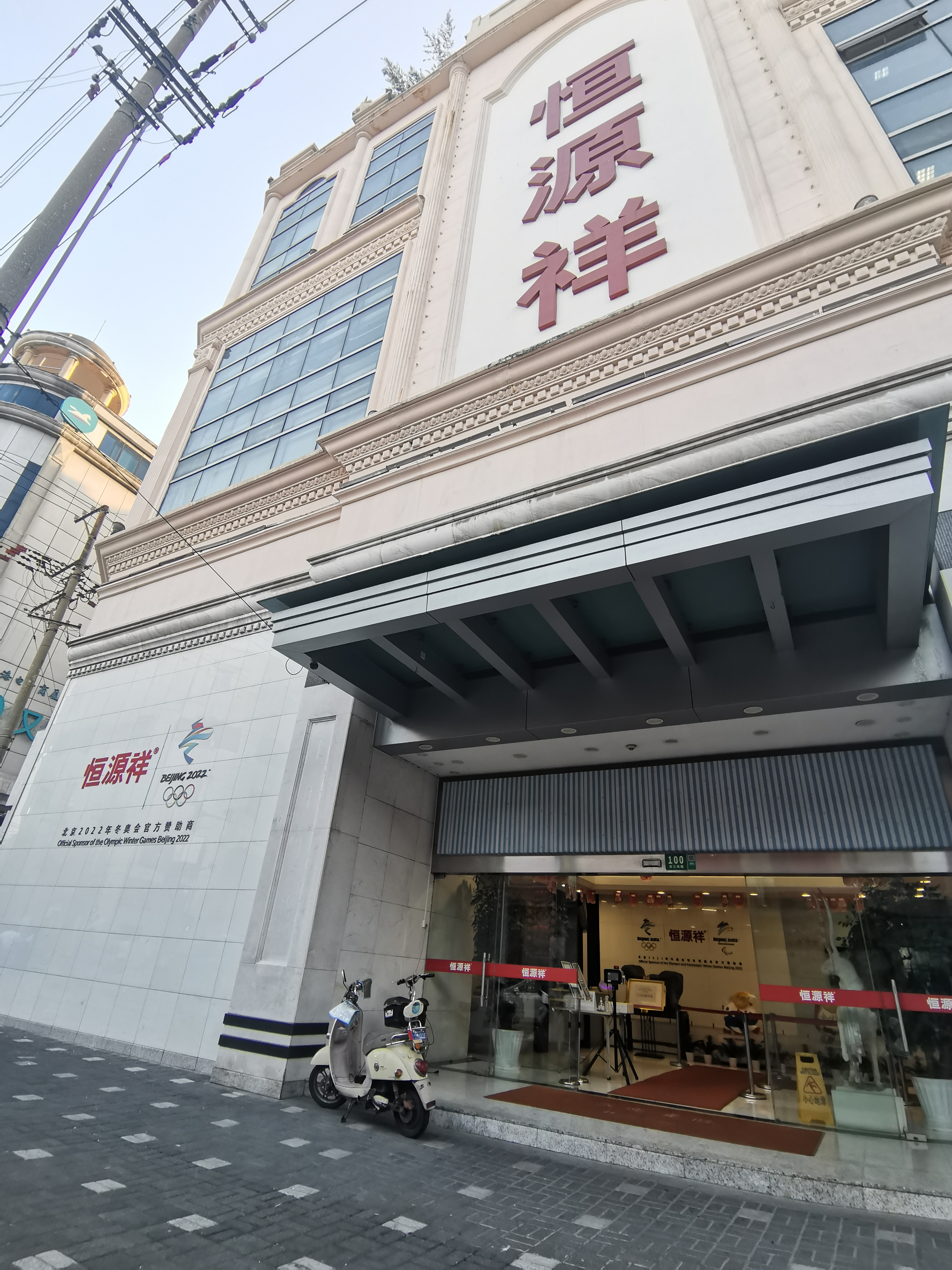
恒源祥总部大楼

恆源祥是中華人民共和國一家羊絨、絨線、家紡與服裝企業，也是全球羊毛消耗量和手編毛線產量最大的企業。1927年，沈萊舟在上海四馬路創立「恆源祥人造絲毛絨線號」，名稱來源自沈萊舟曾工作過的雜貨號所懸掛的對聯——「恆源百貨，源發千祥」。1999年，公司被評為中國馳名商標。同年恆源祥開放特許經營，成為中華人民共和國首家實行特許經營的企業。
為中國奧委會、2008年北京奧運、2022年北京冬奧会及殘奧會贊助商。

## 外部連結
- 官方网站